# 於珇
於珇（15世紀—16世紀），字文瑞，浙江嘉興府嘉善縣人，明朝政治人物。

## 生平
於珇是成化十年（1474年）甲午科浙江鄉試舉人，二十年（1484年）成進士，獲授南皮知縣，轉任吳橋，因父親逝世回鄉。服闋後改任無極知縣，陞建寧同知，建寧是福建的要衝之地，左右衛所屯田侵佔民田，而逃軍者眾，他也按籍還田給民；後來他再陞官慶遠知府，歸化當地人民，致仕後在家去世。

## 引用
1. ↑  嘉慶《嘉善縣志·卷十一·選舉志上》：（成化）十年甲午（舉人） 於珇
2. ↑  嘉慶《嘉善縣志·卷十三·人物志一》：於珇，《倪志》【云】字文瑞，履謙持厚有長者風，以《詩》登進士，知南皮縣，尋遷吳橋，丁外艱。服闋改知無極，陞建寧府同知，府當閩之要衝，左右衛有屯田日久多侵于民，軍士逋逃者相繼，珇按籍悉還之，後陞慶遠知府，多歸化焉，致仕卒於家。